# Situationslogik
Situationslogik ist in der Handlungstheorie ein von Karl Popper vertretener Erklärungsansatz, der geschichtliche und soziale Vorgänge aus der Logik der Situation heraus verstehen will.
Es gibt in der Mikroökonomie bzw. in der neoklassischen Theorie eine gewisse Tradition, Entscheidungen von Wirtschaftssubjekten auf eine „Logik der Situation“ zurückzuführen.
„Wenn ich zum Beispiel feststelle, dass - unter bestimmten Bedingungen - die unmittelbaren Gewinne eines Betriebes ihr Maximum bei einem Ausstoß erreicht, bei dem die Grenzkosten gleich dem Grenzerlös sind (wobei der letztere bei vollkommener Konkurrenz gleich dem Preis ist), so lässt sich sagen, dass ich die Logik der Situation und ein Resultat zum Ausdruck bringe, das genauso wie eine Regel der allgemeinen Logik gültig ist, und zwar unabhängig davon, ob jemand danach handelt oder nicht.“
Im Anschluss an diese Tradition ökonomischer Analyse sowie an Max Webers verstehende Soziologie weist Popper eine Begründung der Handlungstheorie durch psychologische Hypothesen ab.
„… dieser psychologische Teil der Erklärung ist sehr oft trivial im Vergleich zu der detaillierten Bestimmung seiner Handlungen durch das, was man die Logik der Situation nennen könnte. … Die Methode der Anwendung einer Situationslogik auf die Sozialwissenschaften beruht auf keiner psychologischen Annahme über die Rationalität (oder eine andere hervorstechende Eigenschaft) der 'menschlichen Natur'. Im Gegenteil: Wenn wir von 'rationalem Verhalten' oder 'irrationalem Verhalten' sprechen, so meinen wir damit ein Verhalten, das der Logik der Situation entspricht oder nicht. In der Tat setzt die psychologische Zerlegung einer Handlung in ihre Beweggründe - wie Max Weber gezeigt hat - voraus, daß wir schon einen Maßstab entwickelt haben, nach dem wir beurteilen können, was in der fraglichen Situation als rational zu gelten hat.“
„Die 'Nullmethode' der Konstruktion rationaler Modelle ist keine psychologische, sondern eine logische Methode.“

## Bewertung und Kritik
Für Lawrence A. Boland hat Popper mit der Situationslogik den neoklassischen Ökonomen die von ihnen selbst bisher angewandte Methode aufgezeigt. E. Matzner und A. Bhaduria gelangen zur genau gegenteiligen Ansicht: Die herkömmliche Gleichgewichtsanalyse lasse wesentliche Elemente wie Unsicherheit, Zeit und Raum, Interaktion, nicht beabsichtigte Folgen sowie Kultur und Institutionen völlig außer Betracht.
Für Peter Hedström, Richard Swedberg und Lars Udehn trägt Poppers Ansatz wenig zur derzeitigen Debatte um die Rational Choice Theorie bei, vor allem, weil er zu vage ist und sich zu sehr im Allgemeinen bewegt. Während er Interessen und Interaktion nicht berücksichtige, beziehe er jedoch soziale Institutionen mit ein. William A. Gorton hält Poppers Ansatz für integrierbar in den analytischen Marxismus.
Hristos Verikukis weist auf eine mögliche Inkonsistenz hin zwischen Poppers Falsifikationismus, der sich auf die kritische Prüfung von nomologischen Hypothesen orientiert, und dem von ihm vorgeschlagenen handlungstheoretischen Erklärungsansatz. So hält auch Mario Bunge die Situationslogik Poppers für keinen dauerhaften Beitrag, denn sie sei genauso wie sein Rationalitätsprinzip empirisch leer.